# العايل (فلم)
العايل فيلم مغربي إنتاج 2005 من إخراج مومن السميحي وبطولة عبد الكريم الدرقاوي .